# Administração Transitória das Nações Unidas para a Eslavônia Oriental, Baranja e Sírmia Ocidental

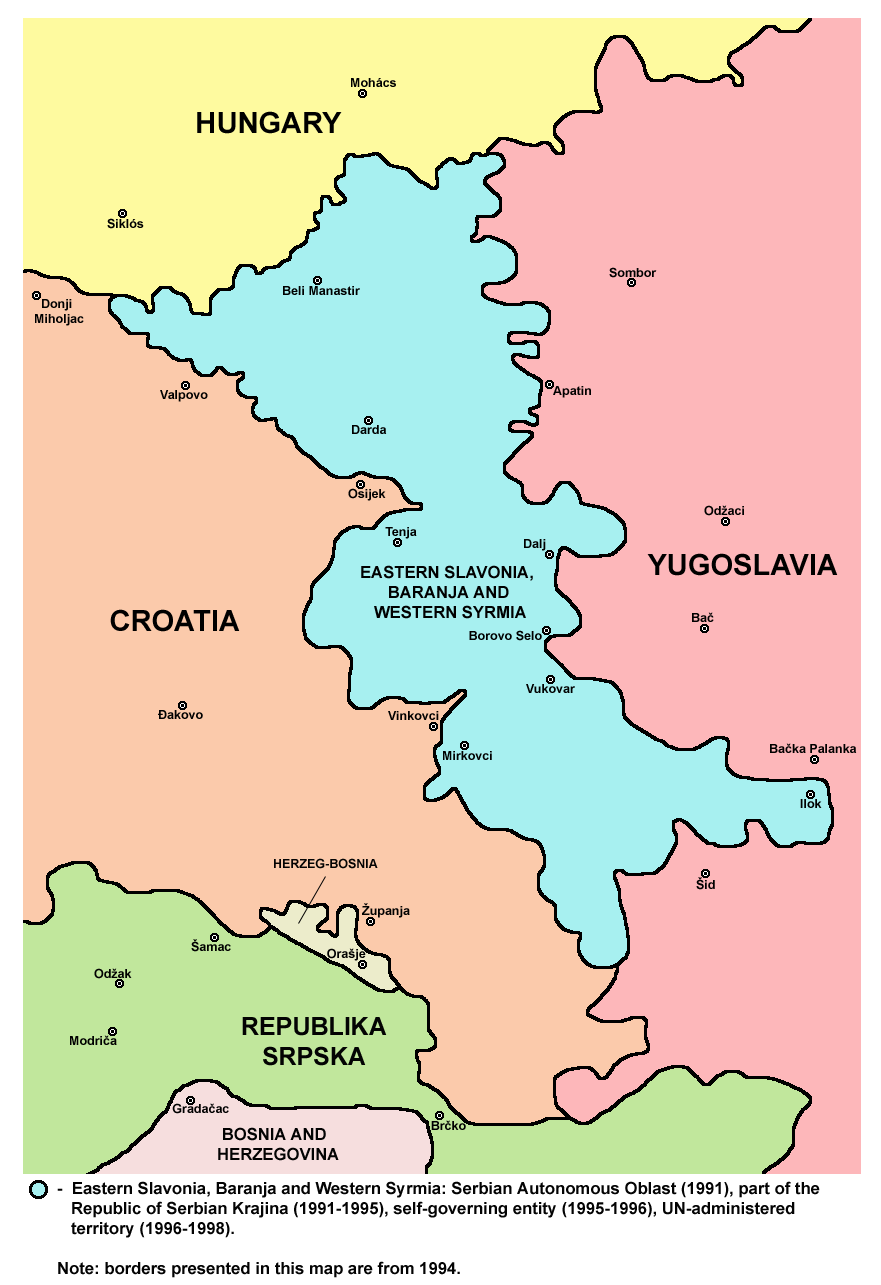
Eslavônia Oriental, Baranja e Sírmia Ocidental.

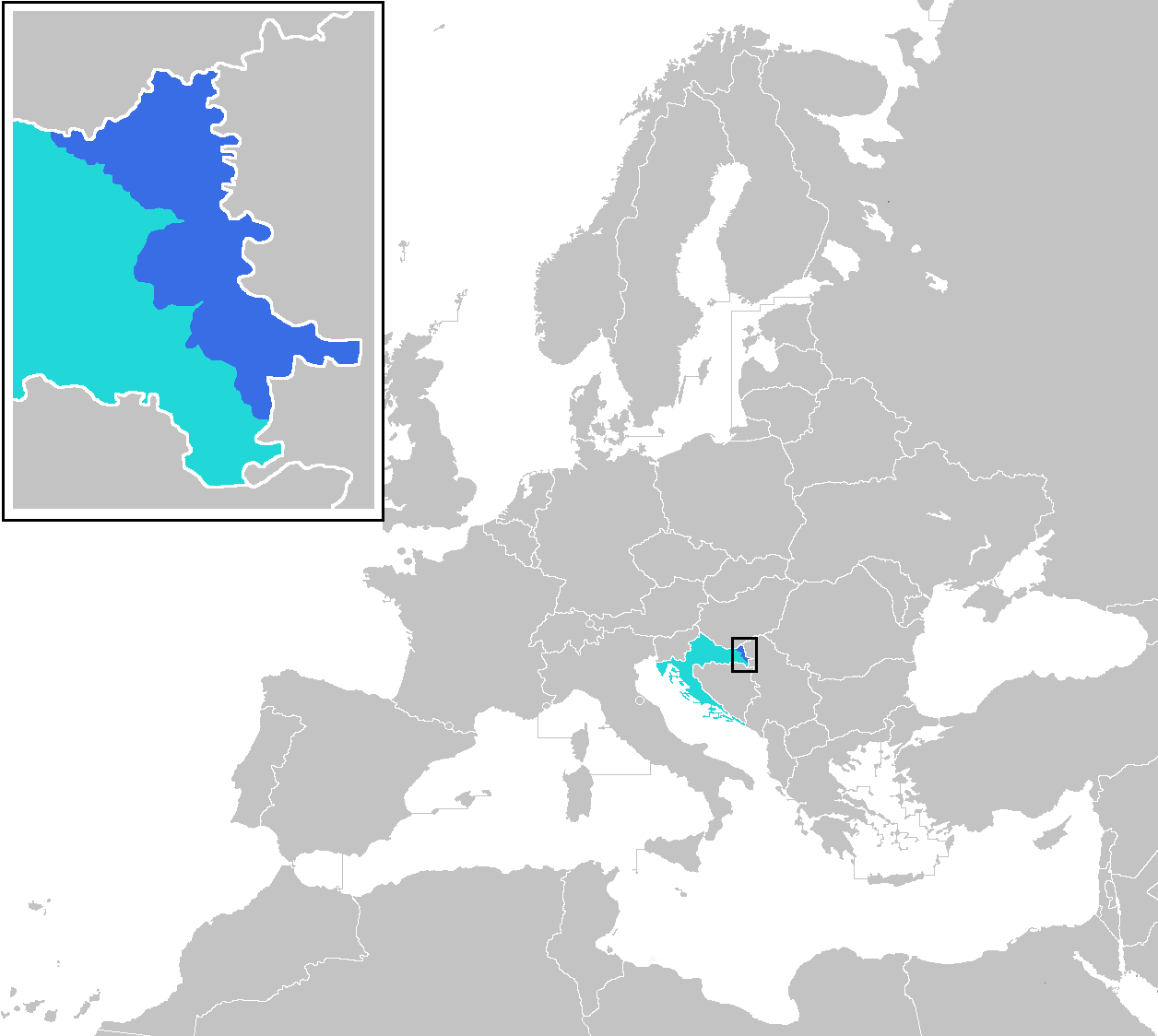

A Administração Transitória das Nações Unidas para a Eslavônia Oriental, Baranja e Sírmia Ocidental (UNTAES, sigla em inglês:  United Nations Transitional Administration for Eastern Slavonia, Baranja and Western Sirmium)  foi uma missão de manutenção de paz implantada zonas orientais da Croácia, Eslavônia Oriental, Baranja e Sírmia Ocidental, entre 1996 e 1998, estabelecida pela Resolução 1037 do Conselho de Segurança das Nações Unidas em 15 de janeiro de 1996.  Também é conhecida como Autoridade de Transição das Nações Unidas na Eslavônia Oriental, Baranja e Sírmia Ocidental.
Após a Operação Tempestade em meados de 1995, a única parte remanescente da República Sérvia de Krajina foi aquela próxima à fronteira com a Sérvia. O subsequente Acordo de Dayton encerrou a primeira parte das guerras iugoslavas, e lançou as bases para o retorno  dos territórios da Eslavônia, Baranja e Sírmia para a jurisdição croata.
A UNTAES foi coordenada pelo Acordo de Erdut entre o governo da Croácia e representantes dos sérvios na região. A missão começou em 15 de janeiro de 1996 e foi concebida para durar pelo menos um ano, durante o qual deveria acompanhar a desmilitarização destas regiões e garantir uma reintegração pacífica do território na Croácia. A missão teve um componente militar e civil; mais de 4.800 soldados, 400 policiais e 99 observadores militares.
O mandato  foi prorrogado por mais um ano e terminou em 15 de janeiro de 1998. Um grupo de apoio de 180 policiais civis das Nações Unidas permaneceram para acompanhar os progressos da polícia croata e supervisionar o regresso dos refugiados.